# Конрад II (Люксембург)
Вижте пояснителната страница за други личности с името Конрад II.
Конрад II (на немски: Konrad II von Luxembourg, * 1106, † 1136) e граф на Люксембург от 1131 до 1136 година.

## Биография
Той е син и наследник на граф Вилхелм I († 1131) и Матилда или Лиутгард фон Байхлинген и Нортхайм, дъщеря на Куно фон Нортхайм († 1103), граф на Байхлинген, и Кунигунда фон Ваймар-Орламюнде († 1140).
След смъртта му крал Конрад III дава графството Люксембург на Хайнрих IV, внук на граф Конрад I.

## Фамилия
Конрад се жени пр. 1134 г. за графиня Ермгард фон Цутфен († 1138), дъщеря и наследничка на граф Ото II фон Цутфен Богатия и Юдит фон Арнщайн. Тя е вдовица на граф Герхард II от Гелдерн († 1131). Те имат един син:
- Ото, граф фон Глайберг († сл. 1162)